# Église Saint-Laurent de Deauville
L'église Saint-Laurent de Deauville aussi dénommée ancienne église paroissiale, ou chapelle Saint-Laurent de Deauville est une église catholique située à Deauville, en France.

## Localisation
L'église est située dans le département français du Calvados, sur la commune de Deauville au sommet d'une colline au pied de laquelle se trouvait au XIXe un marais.

## Historique
L'édifice actuel date du XIIe et XIIIesiècle. Le mur sud est roman, le mur nord est du XIIIe. 
L'édifice est inscrit au titre des monuments historiques le 23 septembre 1977.
Yves Saint Laurent a contribué à sa restauration.
La nomination appartenait au chanoine du lieu.
Au temps d'Arcisse de Caumont, Deauville était réuni à la paroisse de Tourgéville.

## Description
Le chœur est  roman avec une abside circulaire. Une fenêtre en forme de meurtrière est située au milieu d'un contrefort. La corniche du chœur comporte des modillons avec des têtes grimaçantes.
La porte se situe sur le côté nord de l'édifice. La nef se ferme par un mur aveugle et a été construite au XVe. Le clocher est d'époque moderne et est en charpente et en ardoise.

## Galerie

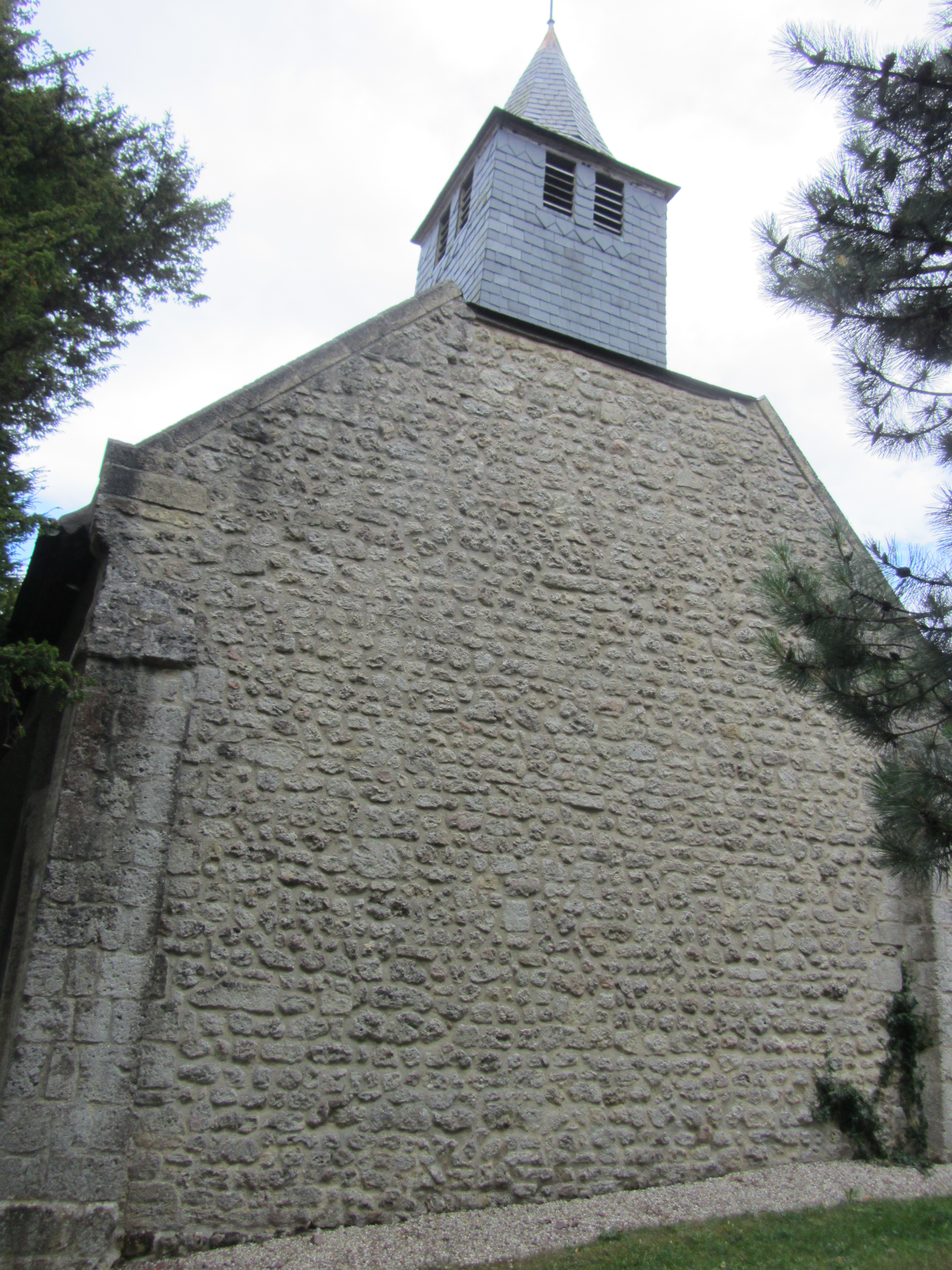
Vue extérieure
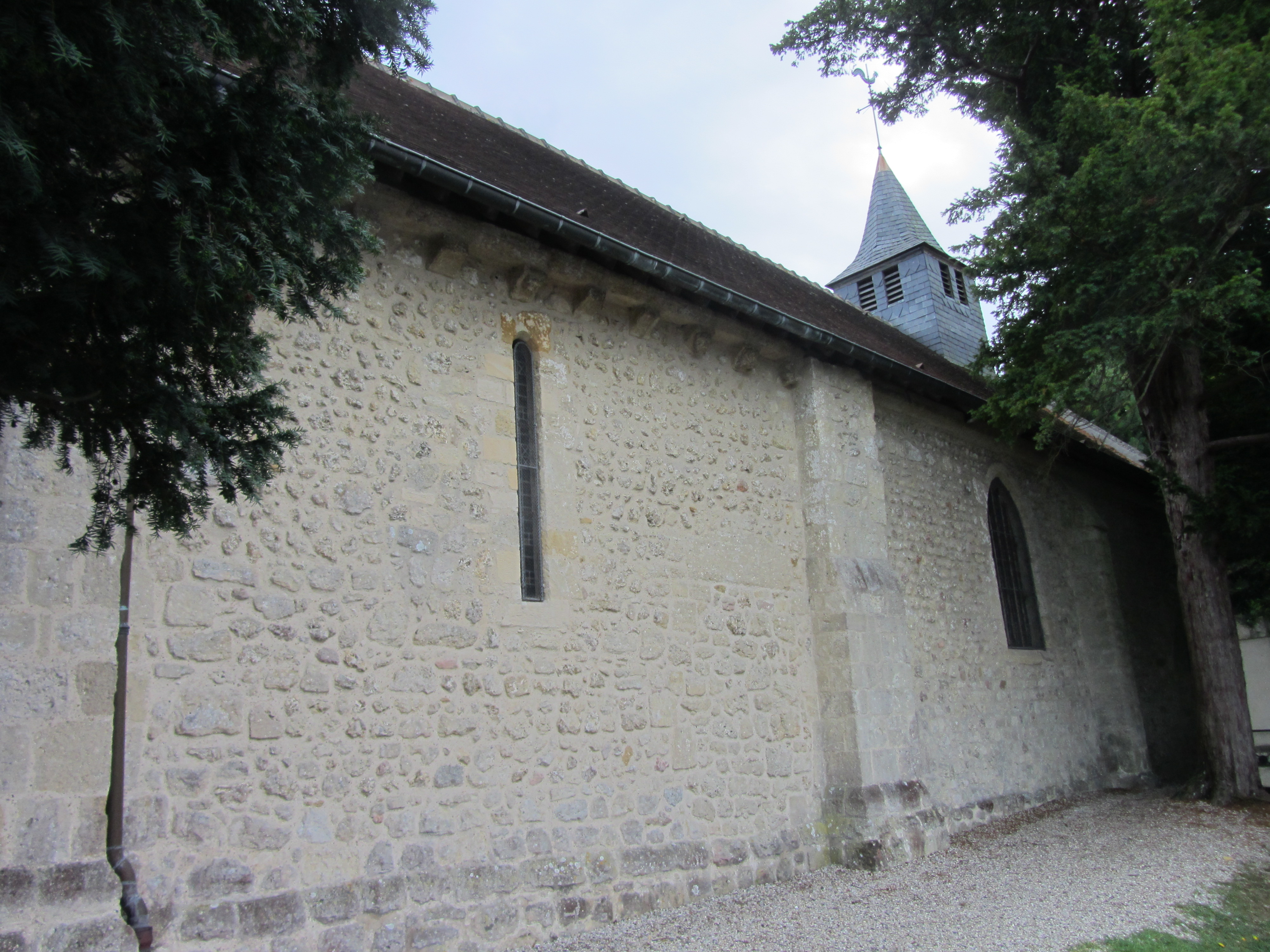
Vue extérieure
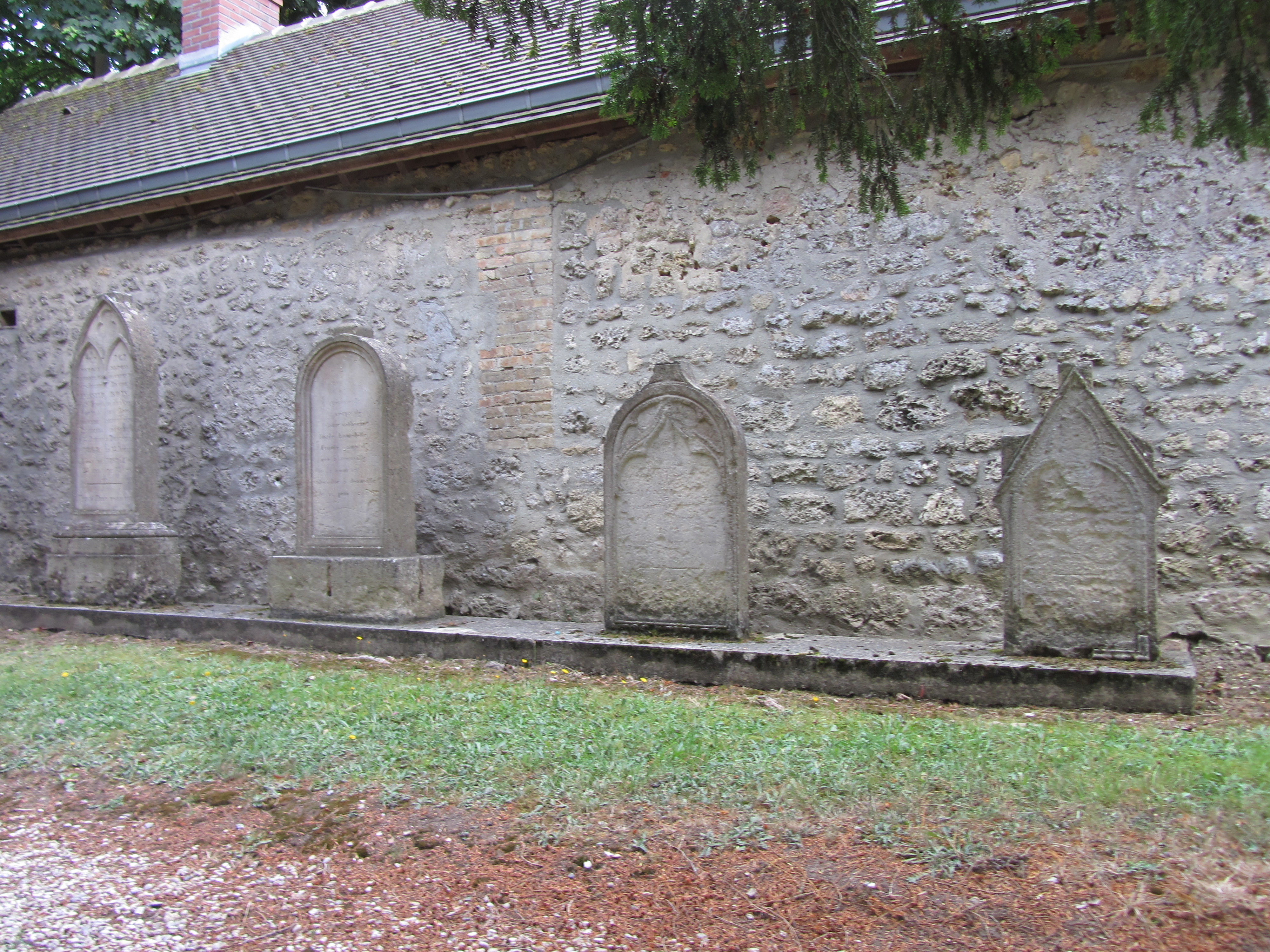
Tombes dans le cimetière adjacent